# Machiel (voornaam)
Machiel of Maghiel is een oud-Hollandse voornaam afgeleid van Michael, wat wie is als God betekent. Michaël is de aartsengel die de duivel versloeg.
- Machiel
- Machiel (Somme)
- Machiel (voornaam)
- Machiel Adrianus van den Hout
- Machiel Bosman
- Machiel Brandenburg
- Machiel Evert Noordeloos
- Machiel Ittmann
- Machiel Kuijt
- Machiel Lampier
- Machiel Noordeloos
- Machiel Pomp
- Machiel Spaan
- Machiel Wilmink
- Machiel Zeegers
- Machiel de Graaf
- Machiel van den Heuvel